# Нидерландски обичаи и етикет
Нидерландците имат правила на етикета, които управляват очакванията за обществено поведение и се смятат за много важни. Поради международната позиция на Нидерландия по темата са написани много книги.
Някои от изброените обичаи може да не са валидни във всички райони на Нидерландия. Въпреки това те са общоприети съвременни обичаи в Нидерландия. Някои обичаи са се променили в историята.
Освен тези, които са специфични за нидерландците, много общи моменти от етикета в Европа са валидни и в Нидерландия.

## Хората
Нидерландското общество е егалитарно, индивидуалистично и модерно. Хората са скромни, толерантни, независими, разчитащи на себе си и предприемчиви. Те ценят образованието, усиления труд, амбицията и кадърността. Нидерландците ненавиждат дреболиите. Показното поведение трябва да се избягва. Трупането на пари е хубаво, но харченето на пари се смята донякъде за порок и силно се свързва с фукливостта. Високият стил на живот се смята за прахоснически и подозрителен. Нидерландците се гордеят много с културното си наследство, богатата си история в изкуствата и музиката и участието си в международните работи.

## Поздрави
При влизане в помещение обичаят е да се стиснат ръцете на всички присъстващи, били те мъже, жени или деца. Стиснете ръце и при напускане. Обикновено когато сте придружени от познат(а), той или тя ще ви представи на останалите. Ако няма кой да ви представи, направете го сами. Нидерландците смятат за грубо да не се представиш. При представяне нидерландците стискат ръце и казват първото си име или фамилията си. Те обикновено отговарят и по телефона с фамилното си име, обикновено предшествано от „мет“, което означава „[говорите] с“, а не просто с „Ало“. Децата обикновено отговарят по телефона, казвайки и двете си имена, за да не бъдат объркани с родителите си, тъй като нидерландците често преминават направо към темата, а едва след това си бъбрят.
Когато видите или направите контакт с поглед с някого, който е относително далеч, например от другата страна на улицата, би било добре да не викате към него. Смята се за неприлично да се извиква поздрав и това вероятно би предизвикало възмутени погледи. Вместо това, можете да помахате с ръка, когато поздравявате някого отдалеч, или да се приближите до него.
Когато пристигате в нечий дом, се смята за неприлично да влизате без изрично да сте поканени да го направите. Бъдете внимателни и какво правите, ако ви кажат „да се чувствате като у дома си“. Нидерландците не обичат хората, които „тършуват“ из дома им или се приближават прекалено до тях. Добра идея е и да попитате къде да седнете, защото сядането на стола на домакина или на неговото място на дивана може да го накара да се чувства нападнат.
При среща с приятели и роднини нидерландците обикновено се целуват по бузите три пъти. Обикновено първата и третата целувка се дават по лявата буза. Жените целуват жени и мъже, а мъжете – само жени, като с мъжете си стискат само ръцете. Този ритуал се използва често и при раздяла.

## Език на тялото
В сравнение с повечето култури, нидерландците са доста резервирани на публично място и не се докосват често и не показват гнева си или някакъв друг краен изблик на чувства.
Нидерландците обичат уединението и рядко контактуват с непознати, независимо от къде са те. Това обаче не бива да обезокуражава чужденците в техните действия. Нидерландците са много любопитни и ако се обърнат към тях, често ще разговарят или поне ще се опитат да разговарят и ще се опитат да помогнат.
Нидерландците очакват контакт с поглед, когато говорят с някого. Отклоняването на погледа или гледането в земята се смятат за много невъзпитано и може да си помислят, че лъжете.
Същото, но до по малка степен, важи за жестовете с ръце, придружаващи речта. Нидерландците са резервирани в използването на жестове с ръце, но често се обиждат, ако събеседникът им си държи ръцете в джобовете или ги е скръстил. Жестовете с ръце обаче дават впечатление за самоувереност и правят използващия ги да изглежда общителен и отзивчив. Използването на жестове с ръце, придружаващи речта, обикновено се смята за характеристика на една „отворена“ личност.
Знакът за лудост е потупване на центъра на челото с показалец. Този жест се смята за много груб. За да станат нещата още по-сложни, знакът, показващ, че някой е умен или интелигентен, е потупване на главата отстрани над ухото с показалец.
Друг груб жест е „да се покаже пръст на някого“ чрез повдигане на ръката със сгънати пръсти и изправен среден пръст. Ако този жест е придружен от удар по лакътя на вдигнатата ръка с дланта на другата ръка, той се превръща в един от най-обидните сексуални жестове, които съществуват в нидерландската култура.
Кимането с глава е знак за съгласие, но въртенето на глава от ляво надясно много рядко е знак за несъгласие. По-скоро при въртенето на главата се подразбира неодобрение или (ако е придружено с отклоняване на погледа) тъга и съчувствие.
Намигането на непознати (когато не придружава някаква шега) обикновено ще бъде прието като сексуално предложение и едва ли ще бъде оценено високо. Нидерландското общество цени равенството и жените се смята за равни на мъжете. По тези причини повечето жени едва ли ще бъдат очаровани от сексуални намеци от този род.

## Заведения, хранене и забавления
За да извикате сервитьор(ка), вдигнете ръка и/или направете контакт с поглед. Това обикновено върши работа. В противен случай просто кажете „обер“ (сервитьор) или „мефрау“ (което обикновено означава „госпожо“, но е уместно в този контекст за извикване на сервитьорка).
В повечето случаи ннидерландците ще уведомят, когато възнамеряват да платят сметката. В противен случай очаквайте да „минете по нидерландски“ и да си платите това, което сте консумирали, поотделно. Никой няма да се притесни при разделяне на сметката и това по принцип е правило, а не изключение.
Нидерландските маниери са искрени и могат да се опишат като манталитет, който избягва безсмислиците и дреболиите, неформалност, съчетана със стриктно спазване на основния етикет. Това може да бъде възприето като хладно от някои други култури, но е правило в нидерландската култура.
Храната няма важна роля за гостоприемството, както в много други култури. Не е задължително да се накара някой да се чувства добре дошъл. Не очаквайте да ви сложат ядене, освен ако специално е споменато при поканата. Не се опитвайте да останете за вечеря – това се смята за грубо, тъй като вечерята често се смята за ценен семеен момент или най-малкото за личен момент. Обикновено само роднини и най-близките приятели могат да останат, без да попитат.
Ако някой е поканен за вечеря, трябва да се отбележи, че от мъжете се очаква да изчакат, докато всички жени са седнали, преди да седнат. За това се грижат хората, с които ще вечеряте. Предлага се допълнително и е възпитано да се приеме.
Докато се храните, дръжте ръцете си на масата през цялото време. Лактите обаче не трябва да се поставят на масата, защото това се смята за невъзпитано. Гостуванията (с вечеря) могат да продължат до късно вечерта. Планирайте да останете час-два след вечерята. Нидерландците вечерят рано – често в 18 часа, много рядко след 19 часа.
Не пожелавайте да ви разведат из дома на домакина – това се смята за невъзпитано. Ако те предложат обаче, приемането са счита за учтив отговор.

## Език и разговор
Нидерландците избягват използването на суперлативи, за да подкрепят тезата си. Комплименти се предлагат пестеливо. Когато нещо „не е лошо“ или е „окей“, то е хубаво, забележката е похвала, а не знак на безразличие. Човек, който никога не критикува другите или който се страхува да изразява мнението си, се разглежда или като простоват, или като неспособен да каже истината. Чужденците не би трябвало да се безпокоят много да не би да кажат нещо, което би могло (в тяхната собствена култура) да нарани чувства или да бъде възприето като обида. Нидерландците ще спорят, но рядко биха се обидили. Нидерландският хумор е тънък и донакъде черен, а не груб. Той използва сарказъм, за да предаде мисълта, донякъде по същия начин, по който и английският хумор прави това.
Нидерландците говорят директно и използват интензивен контакт с поглед. На един чужденец това би могло да изглежда много агресивно, особено в култури, в които нещата се обсъждат с голяма грижа и учтивост, но това е просто начинът, по който нидерландците предпочитат да комуникират.
В повечето езици името „Холандия“ или аналогично се използва като синоним за „Нидерландия“. Не наричайте Нидерландия „Холандия“, когато говорите с нидерландци, тъй като това може да предизвика дискусия какво всъщност е Холандия. Помнете, че Холандия е регион на Нидерландия, състоящ се от 2 (от 12-те) провинции – Северна и Южна Холандия. В някои части на Нидерландия дори се смята за грубо да се използва името Холандия като синоним за Нидерландия. Изключение прави футбола, където нидерландците понякога ще наричат страната си „Холанд“.
Не обсъждайте скъпи покупки (или други подобни), които сте направили, защото нидерландците най-вероятно ще интерпретират това като самохвалство. Задаването на лични въпроси е също толкова опасно, тъй като нидерландците не са открити и най-вероятно ще се чувстват неудобно, отговаряйки на въпроси, които са (в тяхната интерпретация) прекалено лични.
Глобално за нидерландците се смята, че са добри по езиците. Това донякъде е истина. Нидерландия има много високи образователни стандарти и образователна система, която до голяма степен набляга на международното положение на страната. Според едно преоброяване, около 85% от нидерландците могат да говорят достатъчно английски, въпреки че акцентът често е добре изразен. Въпреки че това не означава перфектност, те обикновено знаят достатъчно, за да покажат пътя или да обяснят къде може да се намери добра храна. Опитите да се обърнете към нидерландци на нидерландски език обикновено ще завърши с отговор на английски. Нидерландският език е с много трудно произношение и повечето нидерландци ще възприемат чужденец, опитващ се да говори нидерландски, като някой, който сериозно се затруднява в изразяването си. Ако настоявате да говорите нидерландски обаче, това не е проблем и нидерландците често ще ви поправят или ще помогнат с правилното произношение. Нидерландците намират за очарователно това, че някой се опитва, въпреки че ще бъдат искрено изненадани, че чужденец се опитва да научи техния език.